# Польско-литовская граница
Данная статья о границе между современными государствами. О границе между Польским королевством и Великим княжеством Литовским нужна отдельная статья.
Польско-литовская граница — государственная граница между Литовской Республикой и Польской Республикой. Протяжённость границы — 104 км.

## Польско-литовская граница в 1918—1939 годах
После окончания боевых действий I мировой войны на карте Европы появилось несколько новых стран, в том числе Польша и Литва. Оба государства в течение многих веков находились в едином государстве, что однако привело к конфликту после провозглашения ими независимости. Обе страны хотели получить себе окрестности Вильно, который исторически являясь частью Литвы, однако населён был в большей мере польскоязычным населением, которое высказывало пожелания быть частью польского государства.
В июле 1919 года Верховный Совет мирной конференции в Париже принял решение о проведении демаркационной линии вдоль линии Гродно-Вильно-Динабург, оставляя Вильно на польской стороне (линия Фоша).
Линия Фоша начиналась от Виштынца, на границе с Восточной Пруссией, затем проходила в северном направлении до населённого пункта Вижайны, оставляя на литовской стороне город Любов, далее пролегала на север до Пуньска, северным берегом озера Галадуш, шла к востоку от поселения Бержники до реки Марыхи и далее вдоль неё, а также речки Юры вплоть до устья Немана. После окончания Немана граница должна была пролегать на 12 км в северо-западном направлении от железной дороги Гродно — Вильно — Динабург.
В августе 1919 года поляки подняли в Сейнах восстание против литовской администрации, результатом которого стало присоединение Сейненского повята к Польше.
В условиях советского наступления поляки были вынуждены оставить город. 12 июля 1919 года Советская Россия подписала с Литовской Республикой договор, по которому Вильнюс передавался литовцам. Фактически же Вильно было передано Литве только 27 августа 1920 года, в преддверии отступления советских войск после разгрома под Варшавой, когда польские части уже приближались к городу. Лига Наций предложила провести плебисцит по Вильно, на что не согласились ни польская, ни литовская стороны.
Юзеф Пилсудский отдал приказ генералу Желиговскому начать «бунт» и занять город. Вместе с окрестными территориями в Вильно была создана Республика Срединной Литвы. Последующая попытка Лиги Наций урегулировать конфликт закончились открытой критикой, как со стороны Польши, так и со стороны Литвы и вскоре переговоры были сорваны. В 1922 году проведены выборы в местный сейм, который принял решение о присоединении к Польше.
К 1928 году граница между странами имела протяжённость в 521 км и де-факто просуществовала в таком виде до 28 сентября 1939 года, когда после подписания советско-немецкого договора о границах, польское государство исчезло с карты Европы. Де-юре граница перестала существовать 6 февраля 1946 года, после вступления в силу советско-польского договора о границах, подписанного 16 августа 1945 года.

## Польско-литовская граница с 1991 года
Граница появилась после восстановления независимости Литвы 6 сентября 1991 года. До 1991 года современная польско-литовская граница была частью польско-советской границы.
Длина границы составляет 104 км.
Граница начинается в точке пересечения границ Польши, Белоруссии и Литвы севернее реки Марыхи, восточнее населённых пунктов Бержники и Сейны, затем пересекает озеро Галадуш и идёт в северо-восточном направлении, оставляя на польской стороне Бурбишки, Полуньце, Пуньск и Войцюлишки, доходит до реки Шешупа, севернее населённого пункта Рутка-Тартак, Машуткине и Вижайны, к стыку границ Польши, Литвы и России (Калининградская область) возле польского пограничного знака № 1987. Современная граница делит историческую Сувалкию.
 Воеводство, граничащее с Литвой:
- Подляское воеводство

 Уезды, граничащие с Польшей:
- Мариямпольский уезд
- Алитусский уезд

## Пограничные переходы
К 20 декабря 2007 года на границе существовало 4 пограничных перехода — 3 дорожных и 1 железнодорожный. В связи с присоединением Литвы и Польши к Шенгенскому соглашению, 21 декабря 2007 года все пограничные переходы были отменены, а пересечение границы разрешено в любом месте.
С 7 июля 2025 года польской стороной введен временный пограничный контроль.